# Lindholm Høje Stadion
Lindholm Høje Stadion er et fodboldstadion i Nørresundby, som er hjemsted for 2. divisionsklubben Lindholm IF.